# Ceramiche di Anversa degli Abruzzi

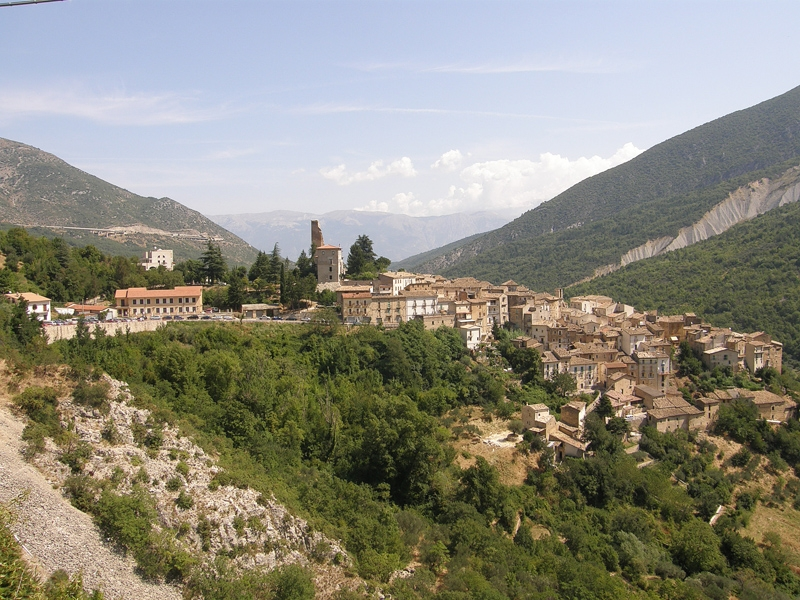
Veduta di Anversa degli Abruzzi

Anversa degli Abruzzi, nel XIX e XX secolo già produceva ceramiche interessanti, ma nel paese si incominciavano a produrre ceramica già minimo dal XV secolo.

## Descrizione
Secondo studi, a Villa d'Este a Tivoli e della chiesa di Santa Maria delle Grazie a Collarmele, paiono creazioni del maestro Bernardino de' Gentili di Anversa degli Abruzzi, trattasi di un ceramista abruzzese della seconda metà del XVI secolo. Infatti negli archivi comunali e locali si sono trovati documenti appartenenti ad una famiglia Gentili ad Anversa nel XVI secolo, mentre nel secolo seguente, altri membri di questa casata vengono chiamati "vasai".
Si può quindi dire che già vi erano nel Rinascimento officine e maestranze ad Anversa degli Abruzzi attive anche al di fuori del territorio comunale.
Scavi, fatti durante l'estate del 1999, hanno attestato che esisteva una via Santa Maria delle Fornaci con relativi antri identificabili con dei laboratori di ceramica con annesse discariche. Lo stesso scavo ha portato alla luce dei resti di lavorazione di ceramica databili fra il XV ed il XVII secolo.
Sempre questi studi hanno fatto avvalorare l'ipotesi che già nel XVI secolo già esisteva un commercio di ceramiche con il Lazio.
Ad Anversa degli Abruzzi si produceva l'ingubbiata e l'invetriata dipinte, meno comunemente la graffita.
Fino al secondo dopoguerra si producevano nel paese delle ceramiche, di cui nella piazza principale vi è una sala mostre.
Le botteghe, 15 in tutto, erano site presso le sorgenti del Cavuto che fornivano l'acqua per la produzione, iniziata circa nel XV secolo. Tra le famiglie ceramiste più note si ricordano i Marcelli, i D'Almonte e i Ranalli.
La successiva incanalazione del Cavuto per la realizzazione di un impianto di produzione di energia elettrica dopo la seconda guerra mondiale ha fatto crollare la produzione di ceramiche che ora si attua a livello amatoriale.

## Storia e caratteristiche
Anversa sin dal Medioevo era nota come il paese dei "pignatari" ossia di vasai dediti alla produzione della ceramica a fuoco d'uso domestico e popolare, e anche l'esperienza ottocentesca del revival della tradizione della maiolica, terminata a metà del XX secolo, aveva lasciato un ricordo piuttosto lontano. Il centro di produzione si trovava nella parte bassa del paese, quella povera, dove si trovava anche una cappella, dedicata alla Madonna delle Fornaci.

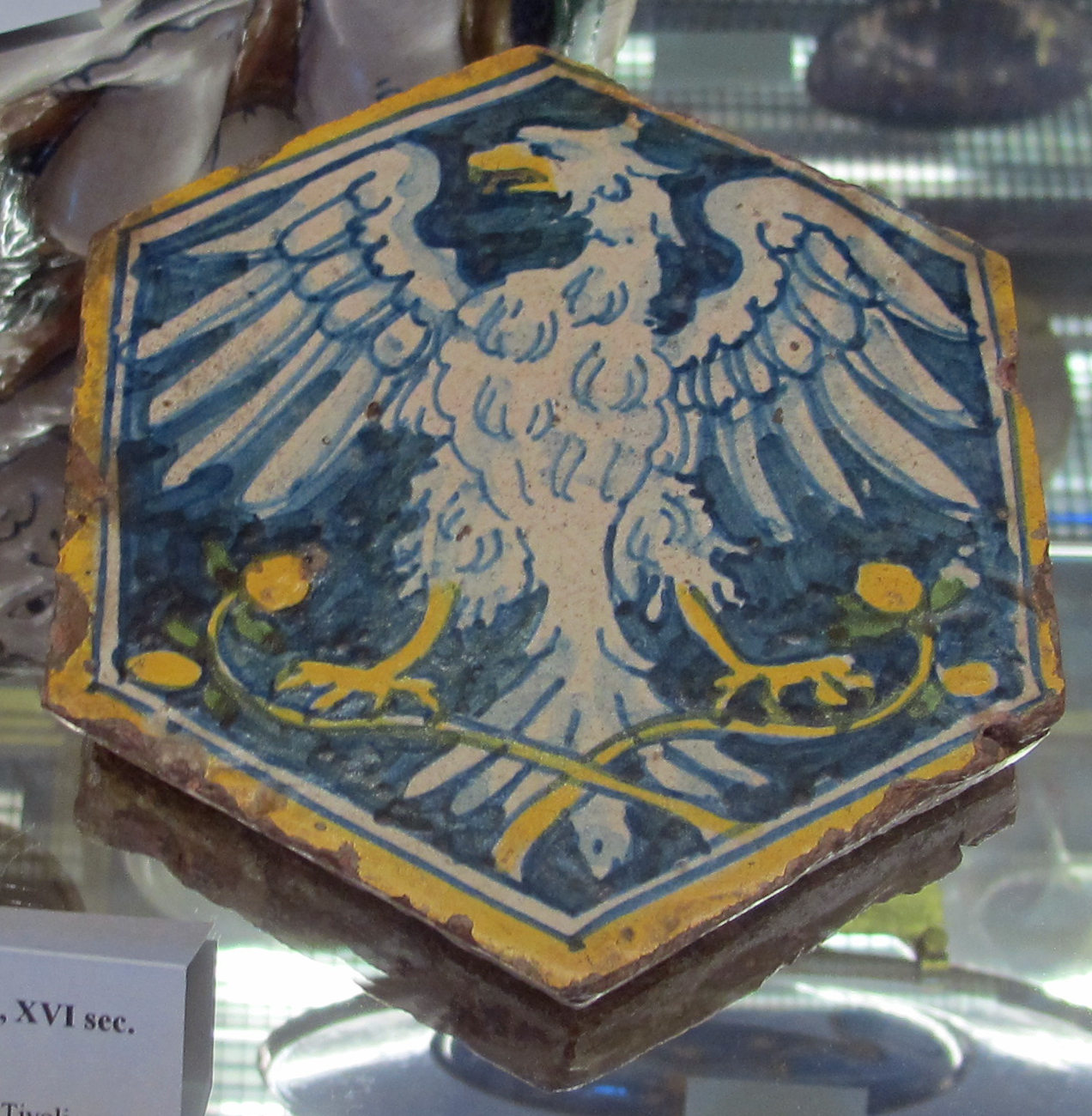
Aquila in maiolica anversana, a Villa d'Este di Tivoli

La produzione prese decisivo avvio nel XVI secolo, da una parte si producevano stoviglie d'uso comune, destinate alle mense del ceto medio dei maggiori centri abitati dell'Abruzzo, come Sulmona, Pratola e Chieti; dall'altra parte esisteva la produzione di maggior pregio, destinata alla committenza di rango elevato: si caratterizza per l'uso di decorazione eseguite a rilievo a stampo, che rimanda alle opere eseguite a Deruta. Una delle prime opere di pregio anversane è un bacile di versatore in precedenza ritenuto infatti di fabbricazione umbra, conservato nel museo regionale della ceramica a Deruta.
Nel XVI-XVII secolo Anversa vide il maestro Bernardino Gentile e Pietro Troilo (o Pieto d'Anversa), che fra il 1568 e il 1572 furono attivi nel cantieri voluto dal cardinale Ippolito II d'Este per la costruzione della Villa di Tivoli, sotto la direzione degli architetti Pirro Ligorio e Tommaso Ghinucci. I maestri anversani realizzarono la decorazione delle mattonelle a ceramica, e del rilievo del parapetto della Fontana dell'Ovato, della Fontana dei Draghi e della pavimentazione della Grotta di Diana. Altre committenze vennero dalla famiglia Piccolomini-d'Aragona, vennero realizzati i pavimenti della chiesa della Madonna delle Grazie di Collarmele, anni settanta del Cinquecento, con le piastrelle ornate dai simboli araldici degli Orsini e dei Colonna. Pietro d'Anversa realizzò anche il pavimento della residenza dei Tolfa presso Palma Campania, poiché questa famiglia aveva il feudo di San Valentino in Abruzzo Citeriore, feudatari poi di Palma dal 1551, ipotesi di autenticità inoltre definitivamente confermata dal fatto che Costanza della Tolfa fu moglie di Giovanni Vincenzo Belprato, conte di Anversa, a cui è dedicato il monumento funebre nella chiesa parrocchiale di Maria Santissima delle Grazie, nel centro del paese abruzzese.

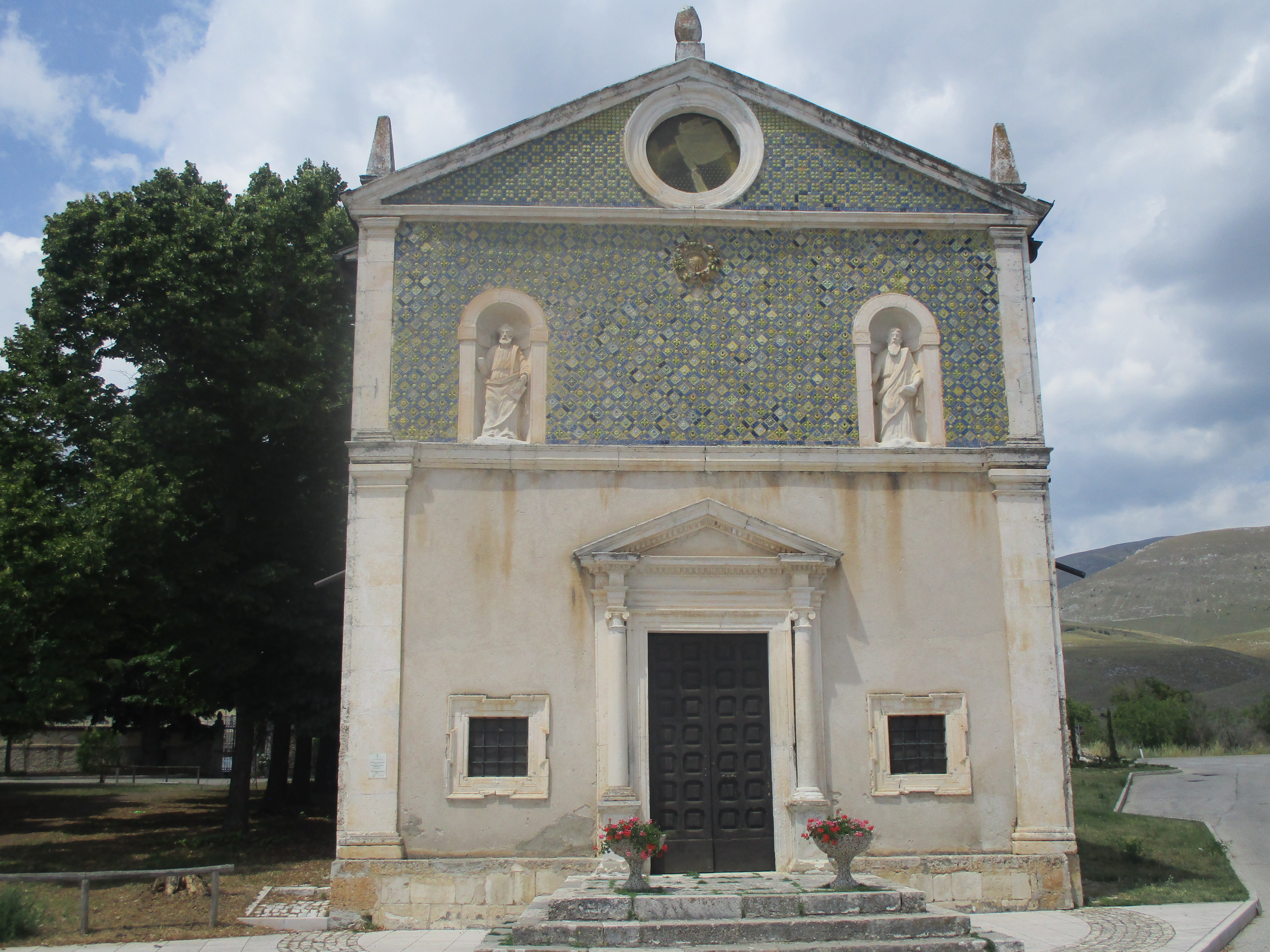
Chiesa di Santa Maria delle grazie a Collarmele, con pavimento in piastrelle maiolicate, opera di Bernardino Gentili

Nel XVII secolo la produzione continuò ad Anversa, con la ricerca di uno stile ben preciso, vennero realizzati piatti e bacili da versatore, caratterizzati da decorazione a rilievo, ottenuta a stampo con matrici di gesso, ricoperti da semplice vetrina trasparente, recanti emblemi araldici che rimandano alle famiglia feudatarie di Anversa. Nel 2005 si è realizzato uno studio sulla famiglia Ranalli di maestri ceramisti, che si distinse nella produzione, andata però divisa in vari gruppi nelle collezioni del mondo. Un gruppo di piatti realizzati da questi maestri reca gli stemmi dei Belprato, dei Di Capua, degli Orsini del Balzo, e uno stemma a leone rampante, riferibile ai Caracciolo. Il primo gruppo si riferisce al matrimonio del 1626 tra Andrea Francesco di Capua e Giulia di Capua-del Balzo; i pezzi sono conservati a Napoli, a Londra nel Victoria & Albert Museum, a Boston nel Museum of Fine Arts e a San Paolo del Brasile, al Museu de Arte.
Il secondo gruppo del Seicento riguarda gli anni quaranta, e si riferisce alla committenza di don Michele Caracciolo dei Marchesi di Gioiosa, cugino di donna Giulia Del Balzo; i piatti sono conservati a Roma nel museo di Palazzo Venezia, a Napoli presso l'Istituto Statale d'Arte e a Londra nel British Museum. Fanno parte del "servizio da tavola Caracciolo", con sette piatti, dove nello stile sono evidenti importanti novità, con la presenza di decorazione ad oro applicata alla tecnica "a terzo fuoco". Si è ipotizzato che questa fase della ceramica anversana avesse avuto anche la mediazione dei maestri delle botteghe di Castelli da parte di Francesco Grue. Alla metà del Seicento la ceramica locale inizia a decadere, a causa del ripiegamento economico-politico dei feudatari, le famiglie dei maestri si estinguono oppure emigrano in cerca di fortuna. Nel Settecento la produzione è prettamente d'ambito domestico, per committenze alto-borghesi, nell'Ottocento si tentò di riportare in auge la tradizione, ma nel Novecento questa tradizione si estinse con la chiusura dell'ultima bottega in via delle Forna.